# Terezie Kovalová
Terezie Kovalová (* 10. září 1989 Ostrava) je česká hudebnice, violoncellistka, zpěvačka, modelka a učitelka.

## Život a kariéra

### Rané životní období a vzdělání
Terezie Kovalová se narodila 10. září 1989 v Ostravě. V pěti letech se začala učit hrát na klavír a zpívat. O tři roky později přidala hru na violoncello. V jedenácti letech hrála sólo s orchestrem a ve třinácti letech sólo s Janáčkovou filharmonií v rámci cyklu Jeunesse musicales.
V letech 2004-2009 studovala hru na violoncello ve třídě profesora Jiřího Hanouska na Janáčkově konzervatoři v Ostravě. V období 2009-2011 pokračovala ve studiu u profesora Miroslava Petráše na Pražské konzervatoři. Vzdělání završila na HAMU, kde získala bakalářský i magisterský titul v oboru hudební management pod vedením profesora Jiřího Štilce a profesora Romana Bělora. V roce 2024 dokončovala na HAMU doktorské studium. Disertační práci psala na téma "Digitalizace v kultuře se zaměřením na hudbu".

### Hudební kariéra
Od svých 16 let se začala aktivně pohybovat na alternativní hudební scéně a navázala spolupráci s hudebnicí Vladivojnou La Chia. Spolupracovala také s kapelami jako Republic of two nebo Wohnout a se zpěváky Borisem Carloffem a Davidem Stypkou. V roce 2012 založila spolu s Adamem Vopičkou indie folkové duo Calm Season, se kterým vydali alba Mosaic Views (2012) a Symboly (2014).
Kromě vlastních projektů se podílela na spolupráci s dalšími hudebníky, jako například s Jakubem Königem na projektech Kittchen a Zvíře jménem Podzim, či s Michalem Dvořákem na projektu Vivaldianno, hrané v divadle Hybernia. V roce 2016 se účastnila turné tanečníků, bratrů Bubeníčkových, s projektem Orfeus. V roce 2017 vystupovala v berlínském kabaretu Wintergarden v představení Der helle wahnsin. V roce 2020 navázala spolupráci se spolkem Holektiv, ve které vzniklo nejprve představení Vrány, inspirované tradičním českým folklorem a Radiant 2023, ve spolupráci s kapelou Himalayan dalai Lama, jejíž se stala členkou. Od roku 2022 je také členkou souboru Cirk La Putyka v rámci světově úspěšného představení Runners.
V roce 2025 vydala své debutové sólové album Zinka.

### Turné
- 2012 – Turné s Českým národním symfonickým orchestrem s kapelou Olympic [15]
- 2014 – Turné s kapelou Lucie [16]
- 2015–současnost – Turné s projektem Vivaldianno [16]

## Diskografie

### 2008
- Alba
  - Addiction - Southpaw [17]

### 2009
- Alba
  - Sunflower Caravan - Sunflower Caravan [18]
  - Tajemství lotopu - Vladivojna La Chia [19]

### 2010
- Alba
  - Raising The Flag - Republic of Two [20]
  - 12 druhů samoty - Jan Burian [21]
  - Walking on the A-bomb - Natálie Kocábová [22]
- Soundtracky
  - Sunyata (divadelní představení, spolupráce s Janem Burianem jr.)
  - Nevěsty (divadelní představení, spolupráce s V. Franzem)[23]
  - Nevinnost (film, spolupráce s Vladivojnou La Chia)[24]

### 2011
- Alba
  - Libertin - Kofe-in [25]
  - Bohémy - Vladivojna La Chia [26]
  - End of War - Republic of Two [27]
  - Call The Summer - River Jordan [28]
  - Baromantika - Lenka Dusilová [29]
  - Dear Anna - High Five [30]
- EP
  - Earotikon - Forma [31]
- Soundtracky
  - Zneužívaný (film, spolupráce s J.P. Muchowem)
  - Muži v naději (film, spolupráce s J.P. Muchowem)[32]

### 2012
- Alba
  - Unholy - Peter Pan Complex [33]
  - PIANO - Mikoláš Růžička [34]
  - Vlci u dveří - Umakart [35]
  - Mosaic Views - Calm Season [36]
  - The Escapist - Boris Carloff [37]
- Singly
  - A ty tam - Niceland (cover pro Mňága a Žďorp)[38]

### 2013
- Alba
  - Reverse Engineering - James Cook [39]
  - Under Quiet - Never Sol [40]
  - Scenica Musica Vol.1 - Vladivojna La Chia [41]
- EP
  - Equals - Yemi A.D.
- Soundtracky
  - Molly Sweeney (divadelní představení, spolupráce s Vladivojnou La Chia)[42]
  - Pojedeme k moři (film, spolupráce s kapelou Peter Pan Complex)

### 2014
- Alba
  - Darkest Visions - Boy [43]
  - Silent Disco - Republic of Two [44]
  - Adventures in Ausland - James Cook [45]
  - O duši - Lipo [46]
  - Světlo ve tmě - Jelen [47]
  - Tajemství (s)prostěradel - Vladivojna La Chia [48]
  - 3TEETH - 3TEETH
  - Symboly - Calm Season [49]
  - Morphosis - Boris Carloff [50]
- Singly
  - Pozvánka na koncert - Tomáš Pastrňák [51]
- Soundtracky
  - Až po uši - Vladivojna La Chia [52]
  - Filharmonici na ulici (TV seriál pro Českou televizi) [53]

### 2015
- Alba
  - Close to Silence - LUNO [54]
  - Válka světů - Lety mimo [55]
  - Kontakt - Kittchen
  - Boomerang - Paulie Garand [56]
- Soundtracky
  - Zlodějky lžiček (básnická sbírka Blanky Fišerové) [57]
  - Útěk na Maledivy (dokument pro Českou televizi, spolupráce s Vladivojnou La Chia) [58]
  - WTF (divadelní představení Natálie Kocábové, spolupráce s Vladivojnou La Chia) [59]

### 2016
- Alba
  - What I've Done - Emma Smetana [60]
  - Is This Art? - Nano [61]
  - Jako divoký koně - Lola Běží [62]
  - Hedgehog - Thom Artway [63]
  - (R)Evolution - Driftmoon (Juraj Klička)
- EP
  - Jericho - David Stypka [64]
- Projekty
  - Abenland [65]
- Soundtracky
  - Teorie tygra (film, spolupráce s J.P. Muchowem)[66]
  - Vánoce u Ivanovových (divadelní představení, spolupráce s Vladivojnou La Chia)[67]
  - Ledový hrot (divadelní představení, spolupráce s Vladivojnou La Chia) [68]
  - Orfeus (divadelní představení Les Ballet Bubeníček, záznam pro Českou televizi) [69]

### 2017
- Alba
  - Solipsism - Boris Carloff [70]
  - Zvíře jménem Podzim - Zvíře jménem podzim [71]
  - Neboj - David Stypka [72]
  - Akt, Sudety, Sestra - Kittchen [73]
  - Proud - Václav Rouček [74]
  - Světlonoš - Vesna [75]
  - Intracellular Pets - Hentai Corporation [76]
- Singly
  - Variace na renesanční téma - Adam Mišík a Vladimír Mišík [77]
  - Vánoce na míru - Ewa Farna [78]
- Soundtracky
  - 8 hlav šílenství - Vladivojna La Chia [79]
  - Kdo je tady ředitel (divadelní představení, spolupráce s Vladivojnou La Chia) [80]
  - Othello (divadelní představení, spolupráce s Vladivojnou La Chia) [81]

### 2018
- Alba
  - DANK - Paulie Garand [82]
  - Orange Coloured Red Leaves - Himalayan Dalai Lama [83]
- Singly
  - Cizí zeď - Kazma a spol. [84]
- Soundtracky
  - Peer Gynt (divadelní představení, spolupráce s Vladivojnou La Chia) [85]

### 2019
- Alba
  - Cobalt Blue - Define Me [86]
  - Doma - Mikoláš Růžička [87]

### 2020
- Alba
  - Meritum - Věra Martinová [88]
  - Moonlight - Jan Veselý [89]
  - Hrdinům naší doby - Vladivojna La Chia [90]
- Singly
  - Jsem na zkoušce v roušce - Wohnout [91]
- Soundtracky
  - Vrány (live soundtrack k představení spolku Holektiv)[92]

### 2021
- Alba
  - Doma II - Mikoláš Růžička [93]
  - Isolated Bonds - Himalayan Dalai Lama [94]
  - Tam v hluboké tmě tepe a září - Vladivojna La Chia [95]
  - Magická fontána - Juraj Klička [96]
- Singly
  - Zmrzlinář - Medoy Meykoy (cover)
- Soundtracky
  - Gump (film) [97]
- Projekty
  - Menart adventní kalendář Struny dětem (YouTube seriál) [98]

### 2022
- Alba
  - New Home - Ginny Andree [99]
  - Vivaldianno [100]
- Singly
  - Greenpeace ft. Himalayan [101]
  - Barvy - Honza Homola [102]
- Soundtracky
  - Arvéd (film, spolupráce s Jonatanem Pastirčákem a AID Kidem) [103]
  - Runners (live soundtrack pro představení Cirk La Putyka) [104]
- Projekty
  - Late Night Show (Film Naživo ve spolupráci s Cirkem La Putyka)[105]

### 2023
- Alba
  - Srdce na tvý dlani - Adam Mišík [106]
- EP
  - Antihrdinky Musica Scenica Vol. II - Vladivojna La Chia [107]
- Singly
  - Sen - Matyáš Hložek a Standa Hložek [108]
  - Předefinuj - Glo n. Spol [109]
- Soundtracky
  - Marie Antoinetta (divadelní představení, spolupráce s Vladivojnou La Chia)
  - Nora (divadelní představení, spolupráce s Vladivojnou La Chia)
  - Radiant (live soundtrack pro představení spolku Holektiv)

### 2024
- Singly
  - Safír - Lenny [110]
  - Ostrava - Sergei Barracuda [111]
- EP
  - Břehy - Vladivojna La Chia [112]

### Hlavní ceny
| Rok  | Nominované dílo                                                                                  | Cena                       | Kategorie                 | Výsledek  | Výsledek |
| ---- | ------------------------------------------------------------------------------------------------ | -------------------------- | ------------------------- | --------- | -------- |
| 2010 | Republic of two                                                                                  | Anděl                      | Objev roku                | vítězství | [ 113 ]  |
| 2011 | Film Nevinnost (spolupráce s Vladivojnou la Chia)                                                | Český lev                  | Nejlepší hudba            | nominace  | [ 114 ]  |
| 2011 | Film Nevinnost (spolupráce s Vladivojnou la Chia)                                                | Cena české filmové kritiky | Nejlepší původní hudba    | nominace  | [ 115 ]  |
| 2012 | FORMA                                                                                            | Anděl                      | Elektronická hudba        | nominace  | [ 116 ]  |
| 2013 | Calm Season                                                                                      | Žebřík                     | Objev roku, 2. místo      | vítězství | [ 117 ]  |
| 2017 | Neboj                                                                                            | Anděl                      | Sólový interpret          | vítězství | [ 118 ]  |
| 2017 | „Dobré ráno, má milá" (feat. Ewa Farná)                                                          | Anděl                      | Skladba roku              | nominace  | [ 118 ]  |
| 2017 | Film 8 hlav šílenství (spolupráce s Vladivojnou la Chia)                                         | Český lev                  | Nejlepší hudba            | nominace  | [ 119 ]  |
| 2020 | Zvíře jménem podzim                                                                              | Anděl                      | Objev roku                | vítězství | [ 120 ]  |
| 2020 | Zvíře jménem podzim                                                                              | Anděl                      | Alternativa a elektronika | vítězství | [ 120 ]  |
| 2023 | Hudba k filmu Arvéd (spolupráce s Jonatánem "Pjonim" Pastirčákem a Ondřejem "Aid Kidem" Mikulou) | Český lev                  | Nejlepší hudba            | vítězství | [ 121 ]  |
| 2024 | Nebreč                                                                                           | Žebřík                     | Skladba roku              | vítězství | [ 122 ]  |

### Výsledky v soutěžích
- 1999 – Prague junior Note – 1. místo a prémie ČHF za nejlepší provedení české soudobé skladby[123]
- 2000 – Ústřední kolo soutěží ZUŠ – 1. místo ve hře smyčcových a symfonických orchestrů[123]
- 2000 – Rozhlasová a televizní soutěž Concerto Bohemia – 1. místo a titul laureáta soutěže[123]
- 2001 – Ústřední kolo soutěží ZUŠ – 1. místo v komorní hře s převahou dechových nástrojů[123]
- 2001 – Soutěž Karla Ditterse z Ditterdorfu – 2. místo v komorní hře[123]
- 2002 – VI. Spotkania najmlodszych wiolonczelistow – zvláštní cena pořadatele[123]
- 2002 – Ústřední kolo soutěží ZUŠ – 2. místo ve hře na violoncello[123]
- 2002 – Ústřední kolo soutěží ZUŠ – 1. místo ve hře smyčcových a symfonických orchestrů[123]
- 2003 – Mezinárodní violoncellový festival prof. A. Procházky Košice – 3. místo[123]
- 2004 – Ústřední kolo soutěží ZUŠ – 2. místo v komorní hře[123]
- 2008 – Mezinárodní pěvecká soutěž Zlatá Loutna – 3. místo[123]

### Další aktivity
Jako učitelka vyučuje hru na violoncello na ZUŠ Charlotty Masarykové. V roce 2018 se jako profesorka zapojila do projektu MenArt pod záštitou ZUŠ Open, jako mentorka talentovaných studentů.
Vedle hudby se příležitostně věnuje i modelingu a spolupracovala s českými designéry, jako je Martin Kohout, Tereza Vu, NAUT či Chatty. Časopisem Forbes byla zařazena na seznam „30 pod 30“ v roce 2020. K roku 2024 spolupracovala na více než 80 nahrávkách různých žánrů.

### Osobní život
V květnu 2019 se provdala za sportovního manažera Milana Vodičku a přijala jméno Terezie Vodička Kovalová, ačkoli na veřejnosti stále vystupovala pouze pod svým rodným příjmením. V únoru 2022 však oznámila rozchod s manželem.